# Маурісіу Маньєрі
Маурісіу Маньєрі (Maurício Manieri; 10 вересня 1970 Сан-Бернарду-ду-Кампу, Сан-Паулу) — бразильський музикант і виконавець стилю соул.